# EMD Model 40
Az EMD Model 40 kéttengelyes dízel-villamos tolatómozdony-sorozat, amelyet az Electro-Motive Corporation (EMC), illetve annak jogutódja, a General Motors Electro-Motive Division (EMD) gyártott 1940 augusztusa és 1943 áprilisa között. A „critter” becenévre hallgató mozdonyból tizenegy példány készült. Két General Motors Detroit Diesel 6-71-es dízelmotor hajtja, amelyek együttesen 300 lóerőt (224 kW) adnak le. A hajtáslánc szokatlan, mivel a két dízelmotor mindkét oldalról hajtja az elektromos egyenáramú generátort, az egyik az óramutató járásával megegyező, a másik az óramutató járásával ellentétes irányban.
A Model 40 eredeti vásárlói között volt az Electro-Motive Corporation/Electro-Motive Diesel (1 példány, melyet a 2-es pályaszámú tolatómozdonyként használtak a társaság összeszerelő üzemében), a Defense Plant Corporation (4 példány), az Amerikai Egyesült Államok Hadserege (3 példány), az Amerikai Egyesült Államok Haditengerészete (2 példány) és a General Motors Cleveland Diesel Division (1 példány).
Az EMC/EMD összesen tizenegy Model 40-est gyártott 1940 áprilisa és 1943 áprilisa között.

## Gördülőállomány
- az 1134-es gyártási számú mozdony: EMC 1134-es pályaszámmal, bemutatópéldányként épült, innen a McKinnon Industrieshoz (GM Canada), utána az Andrew Merrilees, Ltd.-hez, majd a Devco Railwayhez került, ahol a 20-as pályaszámot kapta. Nyugdíjazása után a Stellartoni Iparmúzemuhoz került, ahol nyilvános kiállítások keretében nem lehet megtekinteni.[1]

- az 1308-as gyártási számú mozdony: A Des Moines-i székhelyű Defense Plant Corporation megrendelésére építették. 1956 előtt átkerült az Old Ben Coalhoz, ahonnan 1968 körül a Precision Engineering vásárolta meg alkatrésznek, így nem került megőrzésre.[2]

- az 1309-es gyártási számú mozdony: A US Rubber megrendelésére építették. Innen később a Penn-Dixie Cementhez került, majd nyugdíjazása után a minnesotai Duluthban található Lake Superior Vasúti Múzeumnak adták át.

- az 1834-es gyártási számú mozdony: Az Amerikai Egyesült Államok Hadseregének megrendelésére építették USAX 7403-as pályaszámon. 1946 végén feleslegesnek nyilvánították és eladták a Buffalo Slagnek. Innen a New York-i Amsterdam városában található Cushing Stone Companyhez került,[3] ahol az 1990-es évekig üzemelt.[4] A mozdony azóta is a cég telkén áll.

- az 1835-ös gyártási számú mozdony: DPC #2-es pályaszámon épült. Innen az American Steel Foundryhoz, a Lipsett Steel Foundrieshoz, majd a Calumet Steelhez került. Nyugdíjazása után a North Judson-i Hoosier Valley Railroad Museumnak ajándékozták.

- a 2284-es gyártási számú mozdony: Az Amerikai Egyesült Államok Hadseregének megrendelésére építették USAX 7952-es pályaszámon. Innen a Newporti Acme-Newport Steelhez került, ahol az NPTX #1-es pályaszámon üzemelt. A mozdony később az East Chicago-i székhelyű Professional Locomotive Services tulajdonába került és felújításon esett át.

- a 2285-ös gyártási számú mozdony: Az Amerikai Egyesült Államok Hadseregének megrendelésére építették USAX 7953-as pályaszámon. Innen a Gulf South Terminal Warehousinghoz került 1946 és 1949 között, majd 1950 és 1956 között megvásárolta az American Creosote Works, ami később eladta azt a Lacombe-i Coastal Sand & Gravelnek, amely az 1980-as években felhagyott a tevékenységével. A mozdony maradványai azóta is a vállalat területén állnak.[5]

- a 2286-os gyártási számú mozdony: Az Amerikai Egyesült Államok Hadseregének megrendelésére építették USAX 7954-es pályaszámon. Innen a Sanderson & Porter Constructionhöz (a West Penn Power alvállalkozója), majd a West Penn Power Mitchell-telephelyére, majd a Springdale Erőműhöz került. Innen a Hagerstown Roundhouse Museumhoz került, ami a Walkersville Southern Railroadnak lízingeli azt.

- a 2287-es gyártási számú mozdony: Az Amerikai Egyesült Haditengerészetének megrendelésére építették USN #4-es pályaszámon. A második világháború alatt a yorki haditengerészeti hadianyaggyárban üzemelt. A háború után egy ideig még a gyár területén maradt, majd az American Machine and Foundryhoz, később pedig a Harley-Davidsonhoz került. Később a York County History Center Agricultural and Industrial Museumban került kiállításra.

- a 2288-as gyártási számú mozdony: Az Amerikai Egyesült Haditengerészetének megrendelésére építették USN #56-00323-as pályaszámon. Innen a Douglas Aircraft Industrial Reserve Planthoz, azaz a későbbi McDonnell Douglashez került. Nyugdíjazása után a Los Angeles-i Travel Town Museumba került.

- a 2289-es gyártási számú mozdony: A General Motors Cleveland Diesel Division megrendelésére gyártották. Innen a GM–EMD South Chicago-i üzemébe került, az 1970-es évek közepére kivonták a forgalomból, majd selejtezték.[6]

## Galéria

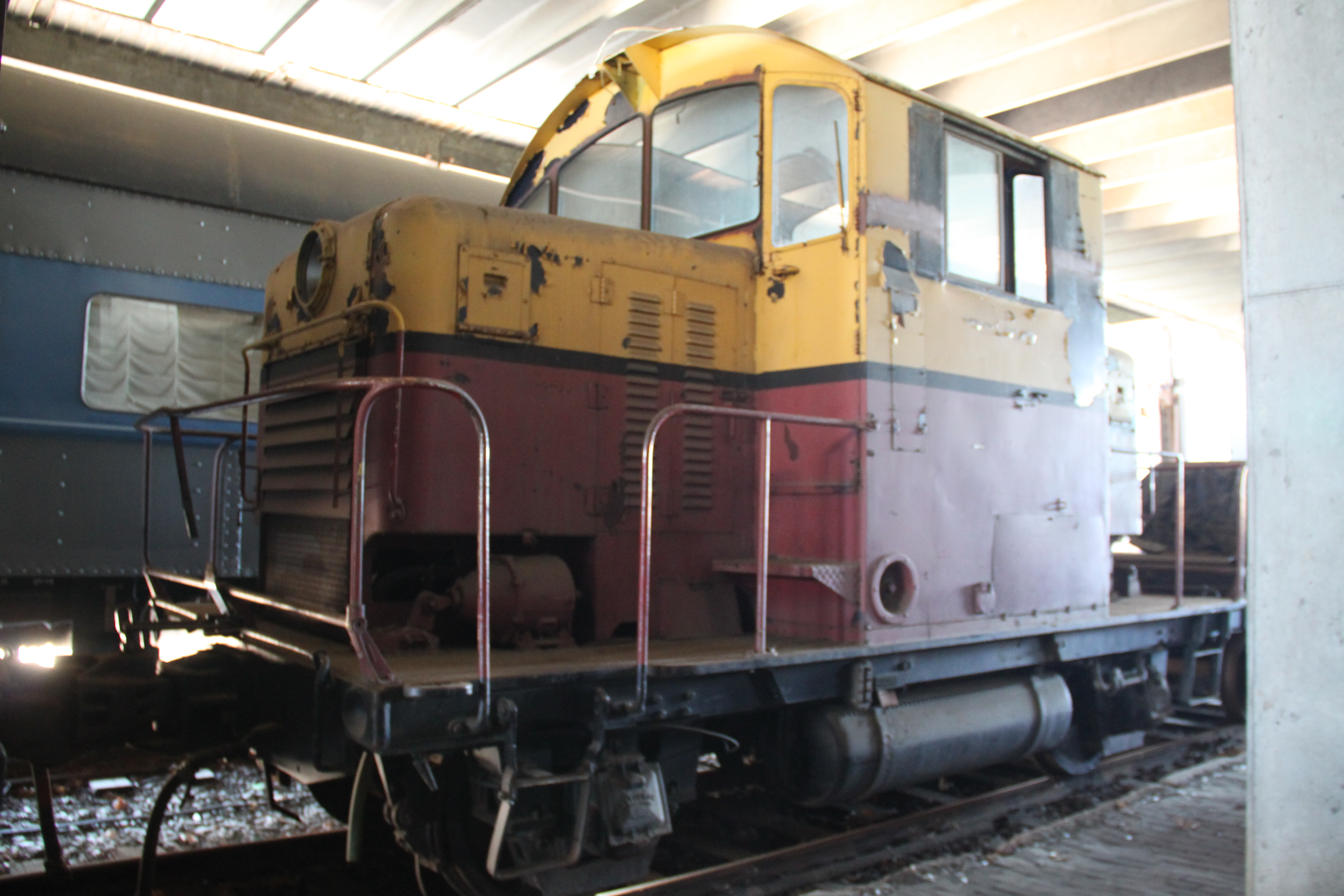
Az EMD #1309 a Lake Superior Railroad Museumban
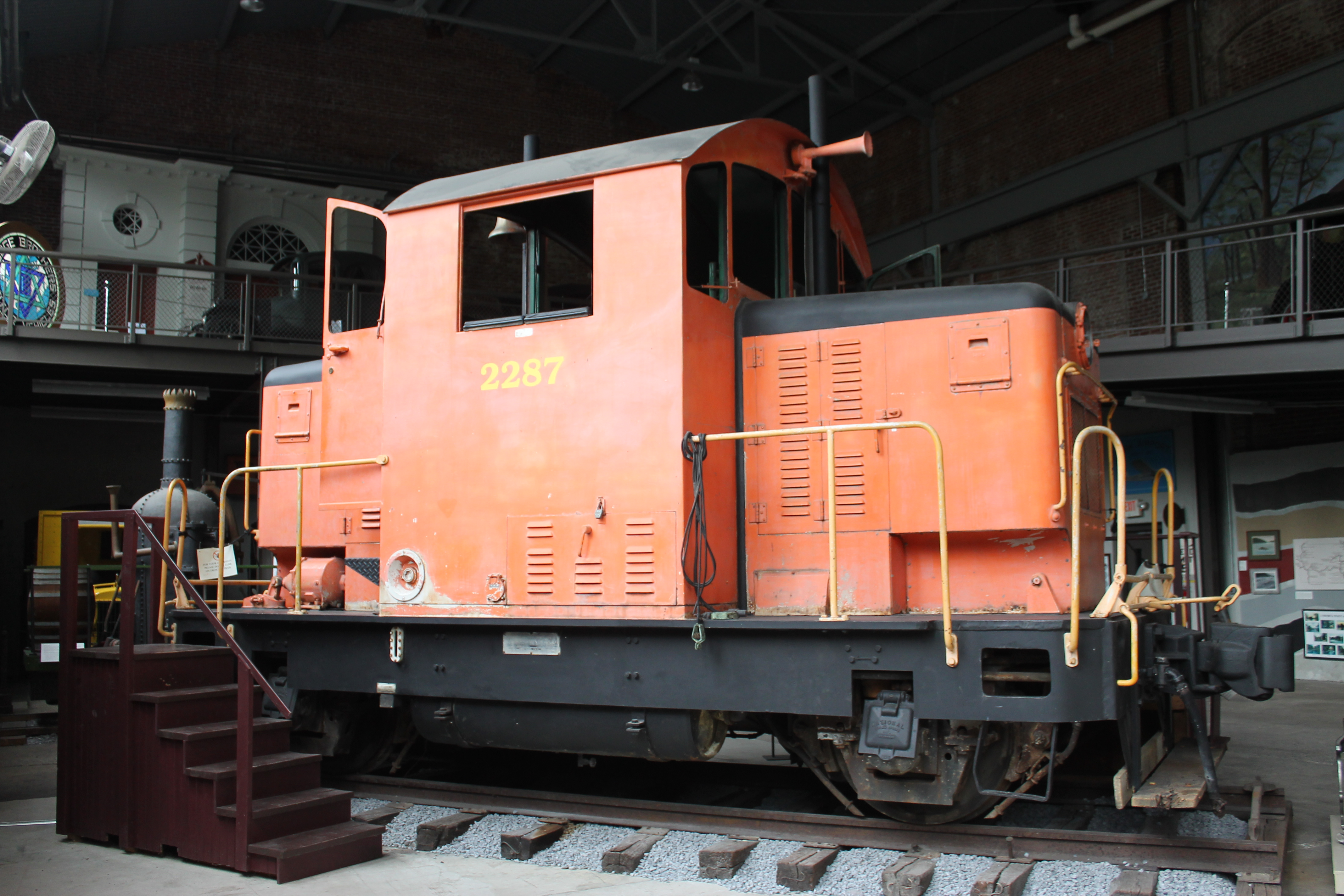
Az EMD #2287 a York County History Center Agricultural and Industrial Museum kiállításán
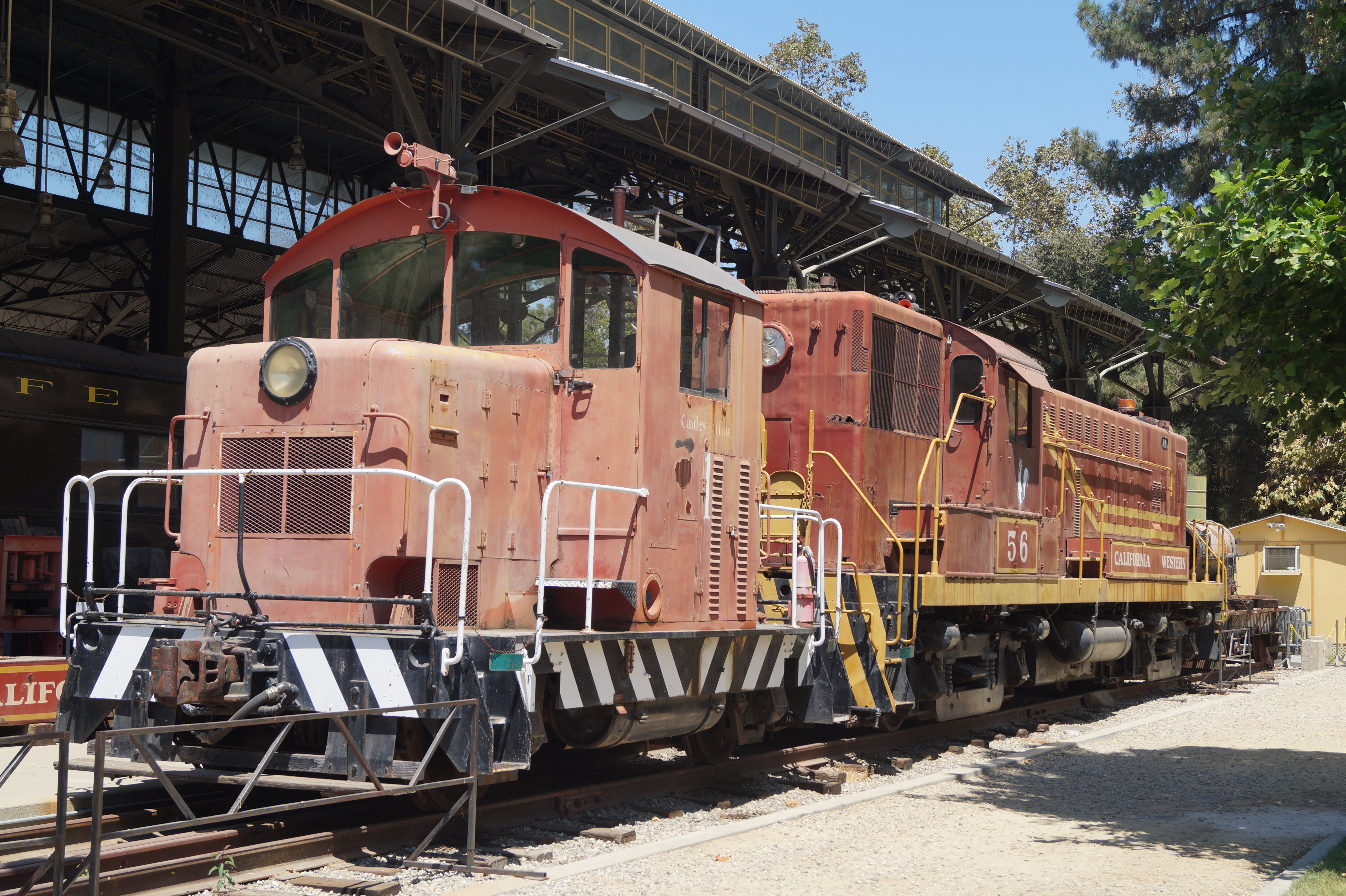
Az EMD #2288 a Travel Town Museumban

## Fordítás
- Ez a szócikk részben vagy egészben  az   EMD Model 40 című angol Wikipédia-szócikk ezen változatának fordításán alapul.  Az eredeti cikk szerkesztőit annak laptörténete sorolja fel. Ez a jelzés csupán a megfogalmazás eredetét és a szerzői jogokat jelzi, nem szolgál a cikkben szereplő információk forrásmegjelöléseként.